# Sisak-Moslavina distrikt
Sisak-Moslavinae distrikt (kroatisk: Sisačko-moslavačka županija) er et distrikt i Kroatien, beliggende ved floden Sava. Det ligger i regionen Centralkroatien, syd for Zagreb og grænser til nabolandet Bosnien-Hercegovina i syd. I vest grænser det til distriktet Karlovac, i nord til Zagreb distrikt, i nordøst til Bjelovar-Bilogora og Požega-Slavonia og i øst til Brod-Posavina. Den største by er Sisak som også er distriktshovedstad. Andre større byer er Kutina, Petrinja og Novska.

## Byer og kommuner
Distriktet er administrativ inddelt i 6 byer og 13 kommuner. Indbyggertal herunder  er fra folketællingen i 2001.

### Byer
| By                  | Indb.  |
| ------------------- | ------ |
| Glina               | 9.868  |
| Hrvatska Kostajnica | 2.746  |
| Kutina              | 24.597 |
| Novska              | 14.313 |
| Petrinja            | 23.413 |
| Sisak               | 52.236 |

### Kommuner
| Kommune          | Indb.  |
| ---------------- | ------ |
| Donji Kukuruzari | 2.047  |
| Dvor             | 5.742  |
| Gvozd            | 3.779  |
| Hrvatska Dubica  | 2.341  |
| Jasenovac        | 2.391  |
| Lekenik          | 6.170  |
| Lipovljani       | 4.101  |
| Majur            | 1.490  |
| Martinska Ves    | 4.026  |
| Popovača         | 12.701 |
| Sunja            | 7.376  |
| Topusko          | 3.219  |
| Velika Ludina    | 2.831  |